# Ріттерсгайм
Ріттерсгайм (нім. Rittersheim) — громада в Німеччині, розташована в землі Рейнланд-Пфальц. Входить до складу району Доннерсберг. Складова частина об'єднання громад Кірхгаймболанден.
Площа — 3,96 км2. Населення становить 167 ос. (станом на 31 грудня 2020).